# کواک دائه-سونگ
کواک دائه-سونگ (انگلیسی: Kwak Dae-sung؛ زادهٔ ۱۳ فوریهٔ ۱۹۷۳) جودوکار اهل کره جنوبی بود.
از افتخارات وی میتوان به کسب مدال نقره جودو وزن ۷۱- کیلوگرم در بازی‌های المپیک تابستانی ۱۹۹۶ اشاره‌کرد.